# Willian Pozo
Willian Pozo-Venta Angell (L'Avana, 27 agosto 1997) è un calciatore cubano con cittadinanza norvegese, attaccante del Grorud e della Nazionale cubana.

## Carriera

### Club
Nel 2015, ha svolto un provino con lo Stoke City, dopo aver giocato nel settore giovanile del Metz.
Prima dell'inizio della stagione 2018, ha firmato un contratto con i moldavi del Zimbru Chișinău.
In vista della stagione 2020, si è accasaTO allo Strømmen, formazione della seconda divisione norvegese, dopo aver giocato con la seconda squadra dei polacchi dello Stomil Olsztyn.
Il 3 maggio 2024 è stato ufficializzato il suo passaggio al Grorud.

### Nazionale
Ha giocato nelle nazionali giovanili norvegesi Under-17 ed Under-18.
Nel 2021, viene convocato dalla nazionale cubana.

## Statistiche

### Presenze e reti nei club
Statistiche aggiornate al 10 settembre 2021.
| Stagione        | Squadra         | Campionato      | Campionato | Campionato | Coppe nazionali | Coppe nazionali | Coppe nazionali | Coppe continentali | Coppe continentali | Coppe continentali | Altre coppe | Altre coppe | Altre coppe | Totale | Totale |
| Stagione        | Squadra         | Comp            | Pres       | Reti       | Comp            | Pres            | Reti            | Comp               | Pres               | Reti               | Comp        | Pres        | Reti        | Pres   | Reti   |
| --------------- | --------------- | --------------- | ---------- | ---------- | --------------- | --------------- | --------------- | ------------------ | ------------------ | ------------------ | ----------- | ----------- | ----------- | ------ | ------ |
| 2015            | Tromsø 2        | 3D              | 2          | 0          |                 | -               | -               |                    | -                  | -                  |             | -           | -           | 2      | 0      |
| 2016            | Follo           | 2D              | 11         | 1          | CN              | 0               | 0               |                    | -                  | -                  |             | -           | -           | 11     | 1      |
| 2017            | Follo           | 2D              | 7          | 0          | CN              | 0               | 0               |                    | -                  | -                  |             | -           | -           | 7      | 0      |
| Totale Follo    | Totale Follo    | Totale Follo    | 18         | 1          |                 | 0               | 0               |                    | -                  | -                  |             | -           | -           | 18     | 1      |
| 2018            | Zimbru Chișinău | DN              | 18         | 2          | CM              | 3               | 0               |                    | -                  | -                  |             | -           | -           | 21     | 2      |
| 2020            | Strømmen        | 1D              | 9          | 0          |                 | -               | -               |                    | -                  | -                  |             | -           | -           | 9      | 0      |
| gen.-ago. 2021  | Strømmen        | 1D              | 0          | 0          | CN              | 0               | 0               |                    | -                  | -                  |             | -           | -           | 0      | 0      |
| Totale Strømmen | Totale Strømmen | Totale Strømmen | 9          | 0          |                 | 0               | 0               |                    | -                  | -                  |             | -           | -           | 9      | 0      |
| ago.-dic. 2021  | Notodden        | 2D              | 3          | 0          | CN              | -               | -               |                    | -                  | -                  |             | -           | -           | 3      | 0      |
| Totale carriera | Totale carriera | Totale carriera | 50         | 3          |                 | 3               | 0               |                    | -                  | -                  |             | -           | -           | 53     | 3      |

### Cronologia presenze e reti in nazionale
| Cronologia completa delle presenze e delle reti in nazionale ― Cuba | Cronologia completa delle presenze e delle reti in nazionale ― Cuba | Cronologia completa delle presenze e delle reti in nazionale ― Cuba | Cronologia completa delle presenze e delle reti in nazionale ― Cuba | Cronologia completa delle presenze e delle reti in nazionale ― Cuba | Cronologia completa delle presenze e delle reti in nazionale ― Cuba | Cronologia completa delle presenze e delle reti in nazionale ― Cuba | Cronologia completa delle presenze e delle reti in nazionale ― Cuba |
| Data                                                                | Città                                                               | In casa                                                             | Risultato                                                           | Ospiti                                                              | Competizione                                                        | Reti                                                                | Note                                                                |
| ------------------------------------------------------------------- | ------------------------------------------------------------------- | ------------------------------------------------------------------- | ------------------------------------------------------------------- | ------------------------------------------------------------------- | ------------------------------------------------------------------- | ------------------------------------------------------------------- | ------------------------------------------------------------------- |
| 2-6-2021                                                            | Città del Guatemala                                                 | Cuba                                                                | 5 – 0                                                               | Isole Vergini Britanniche                                           | Qual. Mondiali 2022                                                 | -                                                                   | 64’                                                                 |
| 8-6-2021                                                            | Basseterre                                                          | Saint Vincent e Grenadine                                           | 0 – 1                                                               | Cuba                                                                | Qual. Mondiali 2022                                                 | -                                                                   | 59’                                                                 |
| 10-11-2021                                                          | Managua                                                             | Nicaragua                                                           | 0 – 3                                                               | Cuba                                                                | Amichevole                                                          | 1                                                                   | 72’ 78’                                                             |
| 13-11-2021                                                          | Managua                                                             | Nicaragua                                                           | 2 – 0                                                               | Cuba                                                                | Amichevole                                                          | -                                                                   | 87’                                                                 |
| 27-3-2022                                                           | Belmopan                                                            | Belize                                                              | 0 – 3                                                               | Cuba                                                                | Amichevole                                                          | -                                                                   | 82’                                                                 |
| 2-6-2022                                                            | Les Abymes                                                          | Guadalupa                                                           | 2 – 1                                                               | Cuba                                                                | Amichevole                                                          | -                                                                   | 82’                                                                 |
| 5-6-2022                                                            | Santiago de Cuba                                                    | Cuba                                                                | 3 – 0                                                               | Barbados                                                            | Amichevole                                                          | 1                                                                   | 61’                                                                 |
| 9-6-2022                                                            | Basseterre                                                          | Antigua e Barbuda                                                   | 0 – 2                                                               | Cuba                                                                | Amichevole                                                          | -                                                                   | 75’                                                                 |
| 12-6-2022                                                           | Santiago de Cuba                                                    | Cuba                                                                | 3 – 1                                                               | Antigua e Barbuda                                                   | Amichevole                                                          | -                                                                   | 65’                                                                 |
| 15-11-2022                                                          | Santiago de los Caballeros                                          | Rep. Dominicana                                                     | 2 – 4                                                               | Cuba                                                                | Amichevole                                                          | 1                                                                   | 70’                                                                 |
| 18-11-2022                                                          | San Cristobal                                                       | Rep. Dominicana                                                     | 1 – 1                                                               | Cuba                                                                | Amichevole                                                          | -                                                                   | 46’                                                                 |
| 23-3-2023                                                           | Bridgetown                                                          | Barbados                                                            | 0 – 1                                                               | Cuba                                                                | CONCACAF Nations League 2022-2023 - 1º turno                        | -                                                                   | 55’                                                                 |
| 26-3-2023                                                           | Santiago di Cuba                                                    | Cuba                                                                | 1 – 0                                                               | Guadalupa                                                           | CONCACAF Nations League 2022-2023 - 1º turno                        | -                                                                   | 62’                                                                 |
| 11-6-2023                                                           | Concepción                                                          | Cile                                                                | 3 – 0                                                               | Cuba                                                                | Amichevole                                                          | -                                                                   | 64’                                                                 |
| 20-6-2023                                                           | Montevideo                                                          | Uruguay                                                             | 2 – 0                                                               | Cuba                                                                | Amichevole                                                          | -                                                                   | 73’ 76’                                                             |
| 27-6-2023                                                           | Fort Lauderdale                                                     | Guatemala                                                           | 1 – 0                                                               | Cuba                                                                | Gold Cup 2023 - 1º turno                                            | -                                                                   | 57’                                                                 |
| 1-7-2023                                                            | Houston                                                             | Cuba                                                                | 1 – 4                                                               | Guadalupa                                                           | Gold Cup 2023 - 1º turno                                            | -                                                                   | 45’                                                                 |
| 4-7-2023                                                            | Houston                                                             | Canada                                                              | 4 – 2                                                               | Cuba                                                                | Gold Cup 2023 - 1º turno                                            | -                                                                   | 73’                                                                 |
| 8-9-2023                                                            | Santo Domingo                                                       | Haiti                                                               | 0 – 0                                                               | Cuba                                                                | CONCACAF Nations League 2023-2024 - 1º turno                        | -                                                                   | 66’                                                                 |
| 12-9-2023                                                           | L'Avana                                                             | Cuba                                                                | 1 – 0                                                               | Suriname                                                            | CONCACAF Nations League 2023-2024 - 1º turno                        | 1                                                                   | 76’                                                                 |
| 12-10-2023                                                          | Santo Domingo                                                       | Cuba                                                                | 0 – 0                                                               | Honduras                                                            | CONCACAF Nations League 2023-2024                                   | -                                                                   | 58’                                                                 |
| 15-10-2023                                                          | Tegucigalpa                                                         | Honduras                                                            | 4 – 0                                                               | Cuba                                                                | CONCACAF Nations League 2023-2024                                   | -                                                                   | 46’                                                                 |
| 26-3-2024                                                           | Managua                                                             | Nicaragua                                                           | 0 – 1                                                               | Cuba                                                                | Amichevole                                                          | -                                                                   | 82’                                                                 |
| 6-6-2024                                                            | Tegucigalpa                                                         | Honduras                                                            | 3 – 1                                                               | Cuba                                                                | Qual. Mondiali 2026                                                 | -                                                                   | 77’                                                                 |
| 21-3-2025                                                           | Santiago di Cuba                                                    | Cuba                                                                | 1 – 2                                                               | Trinidad e Tobago                                                   | Qual. Gold Cup 2025                                                 | -                                                                   | 56’                                                                 |
| 25-3-2025                                                           | Couva                                                               | Trinidad e Tobago                                                   | 4 – 0                                                               | Cuba                                                                | Qual. Gold Cup 2025                                                 | -                                                                   | 66’                                                                 |
| 6-6-2025                                                            | St. John's                                                          | Antigua e Barbuda                                                   | 0 – 1                                                               | Cuba                                                                | Qual. Mondiali 2026                                                 | -                                                                   | 65’                                                                 |
| 10-6-2025                                                           | Santiago di Cuba                                                    | Cuba                                                                | 1 – 2                                                               | Bermuda                                                             | Qual. Mondiali 2026                                                 | -                                                                   | 56’                                                                 |
| Totale                                                              |                                                                     | Presenze                                                            | 28                                                                  |                                                                     | Reti                                                                | 4                                                                   |                                                                     |